# Географический центр Азии
Географический центр Азии — гипотетическая точка, отмечающая географический центр Азии. Расположение центра зависит от определения границ Азии и главным образом определяется выбранной методикой подсчёта, а также тем, включаются ли удалённые острова в список крайних точек Азии или нет. Таким образом, на звание географического центра Азии претендует несколько мест.
- Салдам, Тыва,  Россия — памятный столб в саду усадьбы А. Г. Сафронова (1890-е)[1][2][3]. (52°29′ с. ш. 96°05′ в. д.HGЯO);
- Кызыл, Тыва,  Россия — обелиск «Центр Азии» на набережной имени Кужугета Шойгу (1-я половина XX века)[4]. (51°43′30″ с. ш. 94°26′37″ в. д.HGЯO);
- Юнфэнь[5], Синьцзян-Уйгурский автономный район,  Китай — монумент «Географический центр континента Азия» (конец 1990-х)[6] (43°40′37″ с. ш. 87°19′52″ в. д.HGЯO).